# Rio Margaree
O rio Margaree (Abhainn Mhargaraidh) é um curso de água na ilha Cape Brenton, na Nova Escócia. O braço nordeste do rio deriva da microbacia de Cape Brenton. O braço sudoeste flui a nordeste até o lago Ainslie. Os dois braços se juntam até Margaree Forks. O rio flui então para o norte até desaguar no golfo de São Lourenço em Margaree Harbour, Nova Escócia.
O rio possui 120 km de comprimento e possui área de drenagem de 1375 km².